# Église du Christ-Roi de Wattrelos
Pour les articles homonymes, voir Église du Christ-Roi.
L'église du Christ-Roi est une église catholique de la ville de Wattrelos dans le département du Nord, près de la frontière belge. Elle est dédiée au Christ Roi et appartient au diocèse de Lille. L'église se trouve en bordure d'un mail arboré à la limite de la Mousserie.

## Histoire et description
Avec l'extension du quartier du Sapin Vert, ses filatures et ses usines, il fallait une église catholique pour desservir cette population ouvrière. La famille Delecourt fait don du terrain où se trouvait leur ancienne briqueterie. Le projet, financé par collecte de fonds privés, est confié dans les années 1930 à l'architecte wattrelosien Édouard Gontier. L'église du Christ-Roi est consacrée en 1936.
L'église de briques au pignon à redents est à une seule nef, toute en longueur et sans clocher, pour respecter le cahier des charges de l'époque. Mais elle est reconnaissable comme lieu de culte grâce à son immense statue du Christ en façade au-dessus du portail; il lève la main droite pour bénir. C'est une œuvre du sculpteur Georges Serraz, auteur également de la statue de la Vierge à l'Enfant. Au-dessus de la porte, on peut lire Ego sum via veritas et vita (ce qui signifie "Je suis le chemin, la vérité et la vie", cf. chapitre XVI de l'évangile selon Jean). De chaque côté, on remarque un bas-relief de la Nativité à gauche et de l'Ascension à droite. Les vitraux sont placés par trois et sont marqués de losanges dorés et blancs. Celui au-dessus du maître-autel représente le Christ aux outrages revêtu de son manteau de pourpre et couronné d'épines.